# 山口市の地名
山口市の地名（やまぐちしのちめい）では、山口県山口市の地名の一覧を記す。町名の後の（）内は発足年ならびに町名設置前の字名。

## 旧市域

### 大字
山口市は1929年、山口町・吉敷村の合併により発足した。山口町は1889年に40町が合併して発足し、上宇野令村・下宇野令村と合併し、市制までに42大字を編成した。吉敷村は2大字からなっていたことから、市制施行時は44大字を編成した。その後、1963年までに9町村と合併し、大字をそれぞれ新設もしくは継承している。市制および合併前の区域から継承した65大字のほかに2大字を新設しており、1966年時点で67大字が存在した。なお、山口町の旧40町由来の大字は一部を除いて消滅したが、それらを除く大字はすべて現存している。
- 上金古曽
- 下金古曽
- 八幡馬場
- 野田
- 上竪小路
- 下竪小路
- 大殿大路（1955年、下竪小路の一部より独立）
- 石観音
- 道祖町
- 円政寺
- 堂ノ前
- 大市
- 諸願小路
- 久保小路
- 銭湯小路
- 新馬場
- 後河原
- 中河原
- 早間田
- 新町
- 米屋町
- 御局小路
- 今小路
- 中市
- 相物小路
- 太刀売
- 松ノ木
- 北野小路
- 馬場殿小路
- 米殿小路
- 道場門前
- 今市
- 今道
- 鰐石
- 大附
- 新橋
- 西門前
- 糸米小路
- 荒高
- 田町
- 中讃井
- 上宇野令
- 下宇野令
- 吉敷（旧吉敷村）
- 中尾（旧吉敷村）
- 宮野上（旧宮野村）
- 宮野下（旧宮野村）
- 平井（旧平川村）
- 黒川（旧平川村）
- 吉田（1966年新設。平井・黒川の各一部より独立）
- 矢原（旧大歳村）
- 朝田（旧大歳村）
- 陶（旧陶村。合併時に新設）
- 名田島（旧名田島村。合併時に新設）
- 秋穂二島（旧秋穂二島村。合併時に新設）
- 佐山（旧佐山村。合併時に新設。なお、後述の通り、町村制当初は井関村の大字だった）
- 深溝（旧嘉川村）
- 江崎（旧嘉川村）
- 嘉川（旧嘉川村）
- 鋳銭司（旧鋳銭司村。合併時に新設）
- 大内御堀（旧大内村→大内町。山口市合併時に「大内」を冠称）
- 大内矢田（旧大内村→大内町。山口市合併時に「大内」を冠称）
- 大内長野（旧大内村→大内町。山口市合併時に「大内」を冠称）
- 下小鯖（旧小鯖村→大内町）
- 上小鯖（旧小鯖村→大内町）
- 仁保上郷（旧仁保村→大内町）
- 仁保中郷（旧仁保村→大内町）
- 仁保下郷（旧仁保村→大内町）

### 町
1965年より住居表示を実施している。現在設置されている正式な町名はすべて住居表示実施地区である。以後、実施年順に住居表示実施地区について列挙する。
- 三和町（1965年、中讃井・下宇野令・矢原）
- 中園町（1965年、中讃井・下宇野令）
- 朝倉町（1965年、下宇野令）
- 荻町（1965年、下宇野令）
- 元町（1965年、下宇野令）
- 神田町（1965年、下宇野令）
- 楠木町（1965年、下宇野令）
- 赤妻町（1965年、下宇野令）
- 錦町（1965年、下宇野令）
- 泉都町（1965年、下宇野令）
- 熊野町（1965年、下宇野令）
- 緑町（1965年、下宇野令・上宇野令）
- 泉町（1965年、下宇野令・吉敷）
- 松美町（1965年、下宇野令・矢原）
- 富田原町（1965年、下宇野令・矢原）
- 今井町（1965年、下宇野令・矢原）
- 前町（1965年、下宇野令・矢原）
- 下市町（1965年、下宇野令・矢原）
- 湯田温泉1丁目〜6丁目（1965年、下宇野令・吉敷・矢原）
- 葵1丁目〜2丁目（1965年、下宇野令・吉敷・矢原）
- 宝町（1965年、吉敷・矢原）
- 周布町（1965年、矢原）
- 若宮町（1965年、矢原）
- 穂積町（1965年、矢原）
- 矢原町（1965年、矢原）
- 幸町（1965年、矢原）
- 中河原町（1968年、後河原・中河原・早間田）
- 中市町（1968年、今小路・銭湯小路・相物小路・御局小路・中市・馬場殿小路・北野小路）
- 米屋町（1968年、米屋町・北野小路・新町・米殿小路）
- 道場門前1丁目〜2丁目（1968年、新町・道場門前・今市・今道・大附）
- 駅通り1丁目〜2丁目（1968年、米殿小路・今市・今道・上宇野令）
- 黄金町（1968年、今道・大附・鰐石・下宇野令・上宇野令）
- 鰐石町（1968年、鰐石・下宇野令・上宇野令）
- 旭通り1丁目〜2丁目（1968年、荒高・田町・中讃井・下宇野令）
- 本町1丁目〜2丁目（1968年、西門前・糸米小路・荒高・新橋・下宇野令・上宇野令）
- 中央1丁目〜5丁目（1968年、早間田・糸米小路・荒高・田町・中讃井・下宇野令・上宇野令）
- 惣太夫町（1968年、上宇野令）
- 白石1丁目〜3丁目（1968年、上宇野令）
- 滝町（1968年、上宇野令）
- 春日町（1968年、上宇野令）
- 糸米1丁目〜2丁目（1968年、上宇野令）
- 亀山町（1968年、上宇野令）
- 宮島町（1968年、大内御堀）
- 大手町（1970年、上宇野令）
- 香山町（1970年、上宇野令）
- 水の上町（1970年、上宇野令）
- 木町（1970年、上宇野令）
- 東山1丁目〜2丁目（1970年、太刀売・松ノ木・馬場殿小路・上宇野令）
- 大市町（1970年、堂ノ前・大市・諸願小路・太刀売・松ノ木・銭湯小路・相物小路）
- 堂の前町（1970年、堂ノ前・下竪小路・太刀売・上宇野令）
- 円政寺町（1970年、道祖町・円政寺・上宇野令）
- 道祖町（1970年、石観音・道祖町・上宇野令）
- 石観音町（1970年、八幡馬場・大殿大路・石観音・道祖町）
- 金古曽町（1970年、八幡馬場・下金古曽・石観音・上宇野令）
- 古熊1丁目〜3丁目（1970年、上金古曽・上宇野令）
- 折本1丁目〜2丁目（1970年、上金古曽・宮野下）
- 三の宮1丁目〜2丁目（1970年、上金古曽・上宇野令・宮野下）
- 桜畠1丁目〜6丁目（4丁目までは1970年、5丁目は2009年、6丁目は2012年。宮野下）
- 芝崎町（1970年、宮野下）
- 天花1丁目〜3丁目（1998年、上宇野令）
- 上天花町（1998年、上宇野令）
- 吉敷中東1丁目〜4丁目（2007年、吉敷）
- 吉敷下東1丁目〜4丁目（2007年、吉敷）
- 維新公園1丁目〜6丁目（2008年、吉敷・矢原・朝田）
- 吉敷佐畑1丁目〜6丁目（2007年、吉敷）
- 吉敷赤田1丁目〜5丁目（2007年、吉敷）
- 吉敷上東1丁目〜3丁目（2007年、吉敷）
- 青葉台（2011年、宮野下）
- 平野1丁目〜3丁目（1丁目は2011年、2丁目以降は2012年。宮野下）
- 緑ヶ丘（2011年、宮野下）
- 七尾台（2011年、宮野下）
- 江良1丁目〜3丁目（2012年、宮野下）
- 大内矢田北1丁目〜6丁目（2014年、大内矢田・大内御堀・大内長野）
- 大内矢田南1丁目〜8丁目（2014年、大内矢田）
- 大内氷上1丁目〜7丁目（2015年、大内御堀・大内矢田）
- 大内問田1丁目〜5丁目（2016年、大内御堀）
- 大内小京都（2016年、大内御堀）
- 大内姫山台（2016年、大内御堀）
- 大内千坊1丁目〜6丁目（2017年、大内御堀）
- 大内中央1丁目〜2丁目（2017年、大内御堀）
- 大内御堀1丁目〜6丁目（2018年、大内御堀）

## 小郡
旧吉敷郡小郡町。上郷・下郷の2大字があった。

1944年、山口市と合併し、従来の大字名に「小郡」を付し、山口市大字小郡○郷と称した。その後、1949年に再び独立し、小郡町(第2次)となった。ただし、大字名から「小郡」が削除されたのは翌1950年である。

1955年に美東町真名の一部を編入し3大字となった。1976年より住居表示が実施されている。

2005年の合併において、自治体名から「町」を削除した「小郡」を冠し、大字や町名を継承している。山口市合併以後も住居表示が実施されているが、以下はそれらの町名を含め「小郡」を省略し列挙する。
- 上郷
- 下郷
- 真名（1955年、美東町より編入）
- 御幸町（1976年、下郷）
- 船倉町（1976年、下郷）
- 緑町（1976年、下郷）
- 高砂町（1976年、下郷）
- 大江町（1976年、下郷）
- 黄金町（1976年、下郷）
- 花園町（1985年、下郷）
- 前田町（1985年、下郷）
- 若草町（1985年、下郷）
- 平砂町（1986年、下郷）

以後は山口市合併後に新たに発足した町名である。
- 平成町（2007年、下郷）
- 栄町（2007年、下郷）
- 三軒屋町（2007年、下郷）
- 給領町（2007年、下郷）
- 維新町（2007年、下郷）
- 金堀町（2011年、上郷・下郷）
- 山手上町（2012年、下郷）
- 尾崎町（2012年、上郷・下郷）
- 円座東町（2012年、上郷）
- 円座西町（2012年、上郷）

- 新町1丁目〜7丁目（2013年、上郷）

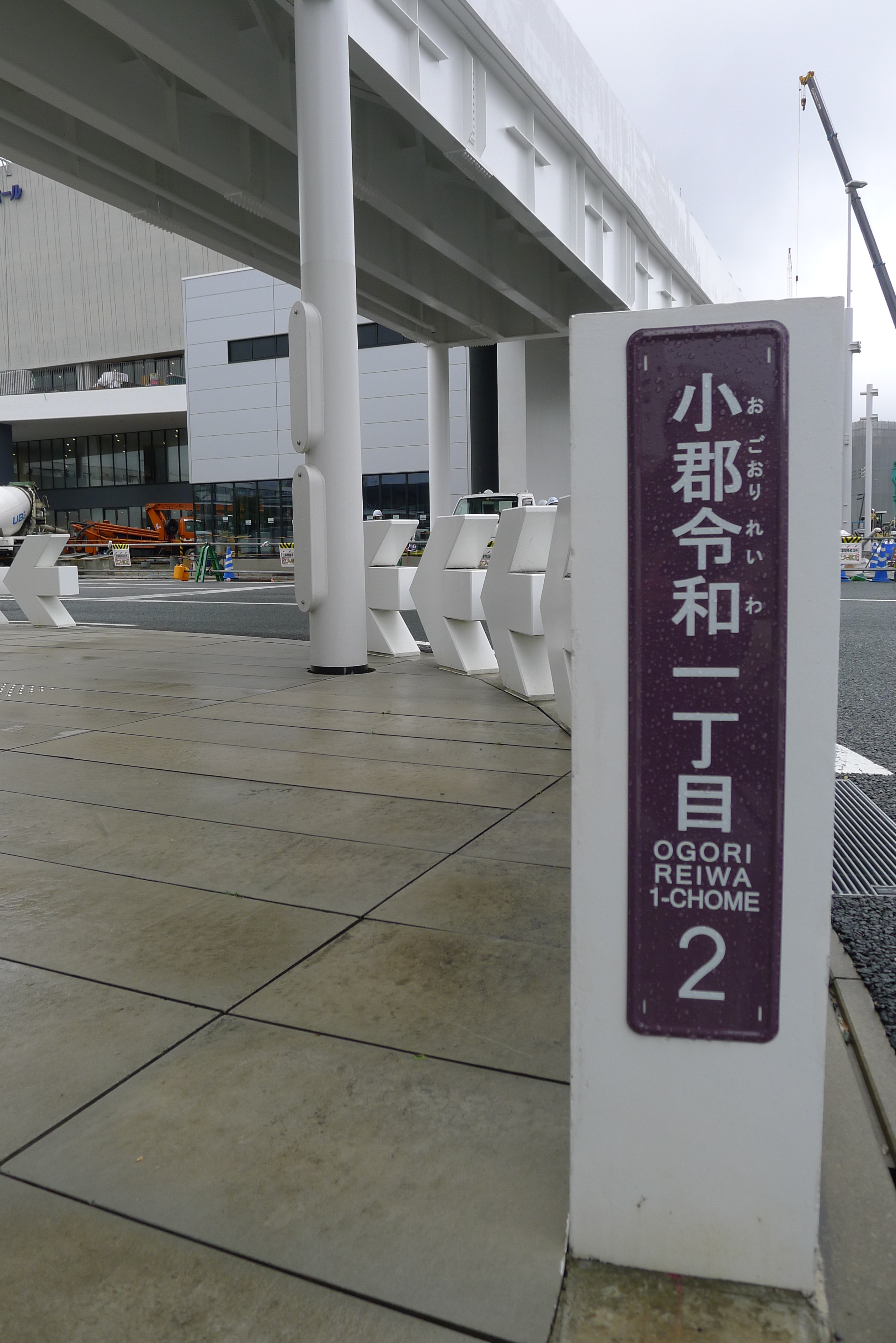
新山口駅北口の街区表示板

- みらい町1丁目〜2丁目（2013年、上郷）
- 光が丘（2013年、上郷）
- かぜの丘（2019年、上郷）
- 令和1丁目〜3丁目（2丁目までは2021年、3丁目は2022年。下郷・平倉町）[1][2]
  - 1丁目には新山口駅が所在する。
- 大正町（2022年、下郷）
- 明治1丁目〜2丁目（2022年、下郷）
- 長谷1丁目（2022年、下郷）
- 昭和町（2025年、下郷）
- 東津1丁目〜2丁目（2025年、下郷）

## 阿知須
旧吉敷郡阿知須町。元は井関村と称し、当地は大字井関と称していたが、1899年、大字佐山が佐山村として独立したため、この時点で大字井関は消滅したものと考えられている。その後、1940年に阿知須町として町制施行している。

1944年、小郡町と同様に、山口市と合併し、この時点で山口市大字阿知須となったが、1947年、わずか3年半で山口市から独立し、元の自治体としての阿知須町(第2次)となり、大字も廃止された。

2005年の合併において、全域が山口市阿知須となった。

## 秋穂
旧吉敷郡秋穂町。他地区同様自治体名から「町」を削除し、大字を継承しているが、1954年にも改称歴があるため、それも併せて変遷を示す。
- 秋穂町秋穂東本郷→秋穂町東→山口市秋穂東
- 秋穂町秋穂西本郷→秋穂町西→山口市秋穂西

## 徳地
旧佐波郡徳地町。他地区同様自治体名から「町」を削除した「徳地」を冠し、大字を継承している。以下は「徳地」を省略し列挙する。
- 堀（旧出雲村）
- 伊賀地（旧出雲村）
- 岸見（旧出雲村）
- 小古祖（旧出雲村）
- 深谷（旧出雲村）
- 引谷（旧八坂村）
- 船路（旧八坂村）
- 三谷（旧八坂村）
- 八坂（旧八坂村）
- 野谷（旧柚野村）
- 柚木（旧柚野村）
- 山畑（旧島地村）
- 島地（旧島地村）
- 上村（旧島地村）
- 藤木（旧島地村）
- 鯖河内（旧串村）
- 串（旧串村）

なお、串村は上記2大字のほかに巣山があったが、徳地町合併からほどなく都濃郡鹿野町（現・周南市）に編入されている。

## 阿東
旧阿武郡阿東町。他地区同様自治体名から「町」を削除した「阿東」を冠し、大字を継承している。以下は「阿東」を省略し列挙する。
- 生雲東分（旧篠生村）
- 篠目（旧篠生村）
- 生雲西分（旧生雲村）
- 生雲中（旧生雲村）
- 蔵目喜（旧生雲村）
- 地福上（旧地福村）
- 地福下（旧地福村）
- 徳佐上（旧徳佐村）
- 徳佐中（旧徳佐村）
- 徳佐下（旧徳佐村）
- 嘉年上（旧嘉年村）
- 嘉年下（旧嘉年村）

## 脚註
1. ↑  “【令和2年度住居表示実施について】” (PDF).   山口市. 2021年2月14日時点のオリジナルよりアーカイブ。2021年2月14日閲覧。
2. ↑  “新しい町名と町界” (PDF).   山口市. 2021年2月14日時点のオリジナルよりアーカイブ。2021年2月14日閲覧。